# Stanhope (Durham)
Pour les articles homonymes, voir Stanhope.
Stanhope est une ville anglaise située dans le comté de Durham, au Royaume-Uni. En 2011, sa population était de 4 581 habitants. La paroisse civile comprend Bollihope, Bridge End, Brotherlee, Copthill, Cornriggs, Cowshill, Crawleyside, Daddry Shield, East Blackdene, Eastgate, Frosterley, Hill End, Ireshopeburn, Killhope, Lanehead, Lintzgarth, New House, Rookhope, Shittlehope, St John's Chapel, Unthank, Wearhead, West Blackdene, Westgate et White Kirkley.

## Personnalité
- Vincent William Ryan (1816-1888), ecclésiastique, y est mort.